# 马尔姆格伦合成
Malmgren β-羟基酮合成
α-溴代酮与羰基化合物在镁存在下进行缩合，产物经水解后得到 β-羟基酮。
用脂环酮一般得到不饱和酮。例如，3-溴丁酮与环己酮缩合，得到3-环己叉丁酮。